# Església de Santa Eulàlia (Bellamar)
L'església de Santa Eulàlia és un temple catòlic situat al barri de Bellamar del municipi de Castelldefels (Baix Llobregat). És una església adscrita a la parròquia de Santa Maria.

## Història
L'edifici fou construït el 1962 en un terreny cedit per Francesc Viñas i Llonch, alcalde de Castelldefels. El projecte fou obra de Nil Tusquets de Cabirol, aleshores arquitecte municipal. El 1990 el muralista Alejandro Lozano Morales va crear el retaule en mosaic, on s'hi representa l'església.

## Descripció
Es tracta d'una església moderna i d'una estructura senzilla. Consta d'una nau amb capçalera recta, grans finestrals laterals, sostre de fusta horitzontal amb els costats esbiaixats. Està coberta per una teulada a dos vessants. Els seus murs estan emblanquinats i les cantoneres tenen paraments de maçoneria de pedra marronosa. El campanar, de 12,25 metres d'alçada, és exempt (a poc més d'un metre del mur lateral dret). Té planta quadrada (2'95 x 2'95 m) i està coronat per una teulada de dos vessants; el sòcol és de maçoneria amb pedra grisa. Els seus murs estan arrebossats i pintats en color crema. La cel·la està oberta amb finestres rectangulars en arc rebaixat, estretes, tres a cada cara.